# Sylvia Constantinidis
Sylvia Constantinidis (sinh ngày 3 tháng 12 năm 1962) là một nghệ sĩ piano, nhà soạn nhạc và nhạc trưởng người Mỹ gốc Venezuela.

## Tuổi thơ và giáo dục
Sylvia Constantinidis sinh ra ở Venezuela và bắt đầu nghiên cứu âm nhạc từ khi còn nhỏ ở Caracas. Các giáo viên âm nhạc của cô ở Venezuela bao gồm Modesta Bor, Alberto Grau, Beatriz Bilbao và Isabel Aretz. Cô tiếp tục học tại Paris tại Ecole Martenot và trường đại học Sorbonne ở Paris.   Cô làm việc với tư cách là một nghệ sĩ piano ở Venezuela, chơi với các dàn nhạc và lưu diễn, và tốt nghiệp Cử nhân Nghệ thuật và Âm nhạc    từ Đại học Trung tâm Venezuela. Vào những năm 1990, cô tốt nghiệp Thạc sĩ về Trình diễn Piano và sau đó lấy bằng Thạc sĩ về Lý thuyết và Sáng tác Âm nhạc thứ hai, từ Đại học Miami. Cô cũng có bằng Cao học về Nghiên cứu Cao học về Âm nhạc của Đại học Boston.

## Sự nghiệp
Constantinidis đã nhận được giải thưởng Music Note 2003  cho ba vở opera thiếu nhi Lincoln, Ponce de Leon và The First Thanks Giving, được công chiếu tại Florida. Cô đã được trao tặng "Giải thưởng Nhà giáo dục Lưu ý 2003" bởi Tổ chức Gia đình Ethel và W. George Kennedy,    và Giải thưởng ASCAP Plus cho Âm nhạc Hòa nhạc năm 2009 và 2010.    Cô phục vụ như là giám đốc nghệ thuật của Dàn nhạc đương đại Omorfia và Dàn nhạc thính phòng Đông Nam.    Constantinidis đã từng là Chủ tịch của Hiệp hội Đông Nam của NACUSA (Hiệp hội các nhà soạn nhạc quốc gia Hoa Kỳ).

## Giải thưởng và danh dự
Danh sách các khoản tài trợ, danh dự và giải thưởng của Constantinidis bao gồm:
- "Giải thưởng âm nhạc toàn cầu", Huy chương đồng. Thể loại: Âm nhạc phản kháng. Với bài hát và video âm nhạc "Venezuela te Veremos Renacer" của Sylvia Constantinidis. Ngày 3 tháng 3 năm 2018.
- "Đại sứ văn hóa nghệ sĩ". "YLAI -Young Leaders of America- Chương trình trao đổi nghiên cứu sinh chuyên nghiệp" - Chương trình của Bộ Ngoại giao Hoa Kỳ. Hoa Kỳ, tháng 1 năm 2018.
- "Nghệ sĩ cư trú". Nghệ thuật thị giác & cài đặt âm thanh. Nghệ thuật Kroma, Hoa Kỳ, 2017.
- "Nghệ sĩ cư trú" - Fundación Artistas Por La Paz -Venezuelan Foundation, 2016.
- "Giải thưởng nghệ thuật đô thị Berlin". Tầm nhìn thành phần có trong Tổng hợp đĩa CD tổng hợp quốc tế, Bộ thu âm, Tập 2. Berlin, Đức. Tháng 7 năm 2015.[11]
- Nhà giáo dục của ghi chú danh dự. Những người bảo trợ trẻ của lễ kỷ niệm 20 năm Opera. Nam Florida, 2014.
- Thành viên Mỹ-Dự án. Chương trình nghệ sĩ Hoa Kỳ. Được đề cử bởi Phòng Văn hóa Quận Broward. Florida, Hoa Kỳ, 2012.
- GIẢI THƯỞNG ASCAP-PLUS GIẢI PHÁP Âm nhạc-, ASCAP, 2010.
- Grammy Latin lần thứ 10, Đề cử Sáng tác cổ điển đương đại hay nhất cho các bài thơ Macondo trên kiệt tác ERM của kỷ nguyên mới vol. 14. 2009.
- GIẢI THƯỞNG ASCAP-PLUS GIẢI PHÁP Âm nhạc-, ASCAP, 2009.
- "Giải thưởng quốc tế: Truyền thông ERM". Sáng tác Bài thơ Macondo có trong kiệt tác CD tổng hợp quốc tế của sê -ri kỷ nguyên mới, Tập 14, tháng 1 năm 2007 [12]
- "Tác giả tiêu biểu", tại Hội chợ sách quốc tế Miami. Ba ấn phẩm của Music Works cho piano: Rubi & Stone Op.23, Suite Infantil Op.11, Ấn tượng Op.13. Đại học Miami Dade. Miami, 2006.
- "Grant Award", "QUỸ GIÁO DỤC", Giải thưởng phổ biến dự án Opera Adventure. -Ad CHƯƠNG Janet Duguay Kirsten tại Trường tiểu học Claude Pepper MDCPS 3. Tháng 5 năm 2006.
- "Giải thưởng tài trợ", "QUỸ GIÁO DỤC", Giải thưởng phổ biến dự án Opera Adventure. -Adaptor Alina Mustelier tại Trường tiểu học Claude Pepper MDCPS [13]
- "Nhà giáo dục của Giải thưởng Ghi chú 2003", Giải thưởng Nhà giáo dục Âm nhạc của Năm, "Tổ chức Gia đình Ethel và W. George Kennedy" và Nhà bảo trợ trẻ của Nhà hát Opera, Nhà hát Lớn Florida. Để tạo động lực sáng tạo và truyền cảm hứng cho trẻ nhỏ trong lĩnh vực giáo dục âm nhạc, thúc đẩy lĩnh vực Opera và tạo ra Three Children Operas (tác phẩm sáng tác gốc), 2003.[14]
- "Giải thưởng tài trợ": Câu lạc bộ phụ nữ Hialeah của GFWC. Nhạc trưởng, Chương trình Dàn nhạc Thanh niên, tháng 12/2002.
- Grant: Phổ biến dự án Opera GIÁO DỤC " Opera Adventure, tháng 5 năm 2002.[15]
- "Giải thưởng tài trợ", "QUỸ GIÁO DỤC" Dự án Opera Adventure, tháng 1/2001.

## Tác phẩm được chọn
Constantinidis sáng tác cho dàn nhạc, hòa tấu thính phòng, nhà hát và điểm phim. Các tác phẩm được chọn bao gồm:
- Pierrot et Colombiaine, Op. 68, Bản hòa tấu cho violin, marimba và dàn nhạc, 2009 [16]
- Cantos de Espanha, Bản hòa tấu cho harpsichord và dàn nhạc, Op. 63, 2008-9 [16]
- Treize Études, Op. 53, cho dàn nhạc, 2006-7 [17]
- Buổi hòa nhạc của Études, Op. 52, cho cello và piano, 2007 [18]
- Buổi hòa nhạc của Études, Op. 51, cho piano [19]
- Bài thơ Macondo, Op. 41, cho Piccolo, Sáo, Oboe, Clarinet & Bassoon, 2005 [12][20][21]

## Ấn phẩm

### Sách
- Constantinidis, MariaSilvia Castillo (2008). Treize Etudes Pour L'Orchestre. Open Access Theses. Truy cập ngày 4 tháng 1 năm 2017.
- Constantinidis, Sylvia (2012). Space and Time Continuity: On My 13 Etudes Pour L'Orchestre. Germany: LAP Lambert Academic Publishing AG & Co. KG. ISBN 978-3848427086.  Constantinidis, Sylvia (2012). Space and Time Continuity: On My 13 Etudes Pour L'Orchestre. Germany: LAP Lambert Academic Publishing AG & Co. KG. ISBN 978-3848427086.  Constantinidis, Sylvia (2012). Space and Time Continuity: On My 13 Etudes Pour L'Orchestre. Germany: LAP Lambert Academic Publishing AG & Co. KG. ISBN 978-3848427086.
- "Phương pháp bắt đầu", một bộ sưu tập các tài liệu giáo dục cho piano, dây, giọng nói, solfege, lý thuyết âm nhạc và đào tạo tai.

### Bài viết
- Constantinidis, Sylvia (ngày 1 tháng 6 năm 2016). "La Contemporaneidad en la Obra Para Piano de Antonio Estevez" (PDF). Revista Cultural Carohana. Quyển 20. Universidad Pedagogica Experimental Libertador. tr. . 46-49. Bản gốc (PDF) lưu trữ ngày 3 tháng 1 năm 2017. Truy cập ngày 1 tháng 1 năm 2017.
- Constantinidis, Sylvia (Summer 2015). "ISCM-Young Composers Award: A Commission Opportunity for Young Composers" (PDF). ComposerUSA. Quyển 1. National Association of Composers of The United States NACUSA. tr. 8. Bản gốc (PDF) lưu trữ ngày 29 tháng 9 năm 2017. Truy cập ngày 27 tháng 9 năm 2017.
- Constantinidis, Sylvia (tháng 1 năm 2006). "Mozart, Cervantes and The Greek Satire". Polygon. Quyển 1. Liberal Arts and Sciences Department, Miami-Dade College, Hialeah Campus.

## Danh sách đĩa hát
- Federico S. Villena: Musica Para Piano de Salon. Nghệ sĩ piano: Sylvia Constantinidis. UCV. Tesis La Musica Para Piano de Salon de Federico S. Villena: Una Manifestación del Eclecticismo Nhạc de Venezuela en el Siglo XIX. Caracas, Venezuela. Tháng 7 năm 1987.[22]
- Tác phẩm: Bài thơ Macondo, cho Bộ tứ Woodwind, của tác giả Sylvia Constantinidis. CD: Masterworks yof Kỷ nguyên mới Vol.14, Nhãn truyền thông ERM. Tháng 1 năm 2007 [23]
- Sylvia Par Elle-Même CD của Piano Music được sáng tác và biểu diễn bởi Sylvia Constantinidis. Coleccion Latinoamericana. Nhãn truyền thông Guinima. Hoa Kỳ, 2012.[24]
- Venezuela XIX: Danzas. Musica Para Piano de Salon. Nghệ sĩ piano: Sylvia Constantinidis. Coleccion Latinoamericana. Nhãn truyền thông Guinima. Hoa Kỳ, 2013.
- Công việc: Tầm nhìn cho Dàn nhạc thính phòng, SoundTrack kỹ thuật số đã chuẩn bị và Sự tham gia của khán giả Alleatory, bởi Sylvia Constantinidis. Ghi âm trực tiếp tại Liên hoan âm nhạc đương đại quốc tế Flamingo 2010 với Secco Sinfonietta được thực hiện bởi Sylvia Constantinidis. CD: Tổng hợp số 2. bởi Urban Arts Berlin Label. Berlin, Đức. Năm 2015.[25]
- Bài ca hòa bình. Một đĩa CD của Nhạc cổ điển LatinAmerican. Nghệ sĩ piano Sylvia Constantinidis. Fundaci Artistas por La Paz. Coleccion Latinoamericana. Nhãn truyền thông Guinima. HOA KỲ. 2016.[22]
- Alberto Ginastera trăm tuổi. Nghệ sĩ piano: Sylvia Constantinidis. Lễ hội XIX Latinoamericano de Musica Contemporanea -Sponsor-. Coleccion Latinoamericana. Nhãn truyền thông Guinima. Hoa Kỳ.2016.[26]
- Antonio Estevez: 17 Piezas Bộ binh. Nghệ sĩ piano: Sylvia Constantinidis. Lễ hội XIX Latinoamericano de Musica Contemporanea -Sponsor-. Coleccion Latinoamericana. Nhãn truyền thông Guinima. HOA KỲ. 2017.

## Văn chương
- "Sylvia Constantinidis: Visions (2006)" vi Capitulo 4: "Uso de Referenceentes Culturees en la Musica Electroacustica en la Primera Decada del Siglo XXI: El Caso de Venezuela." Tiến sĩ de la Thesis: Rojas Ramírez, Y. (2015). Luận án Tiến sĩ "Văn hóa Mestizaje y Nacionalismo en la Musica Electroacustica Iberoamericana de la Primera Decada del Siglo XXI: El Caso Concreto de Venezuela "[Tesis Doctoral no publicada. Đại học Politècnica de València. España.doi: 10,4995 / Luận văn / 10251/53566. Pp: 11, 210, 214, 250-253, 272, 321, 325, 350, 352, 360. Truy cập ngày 1 tháng 1 năm 2017.
- Miranda, Ricardo y Tello, Aurelio. (2011). "La Musica en Latinoamerica: La Busqueda Perpetua: lo propio y lo Universal de la Cultura latinoamericana. "Secretaria de Relaciones Ngoại thất. Direccion General del Acervo Historyico Diplomatico. Mexico.  Lưu trữ ngày 28 tháng 9 năm 2020 tại Wayback Machine. Pp 279. Truy cập ngày 1 tháng 1 năm 2017.
- Pinto, Juan C. (2012). "Sylvia Constantinidis" trong: "Âm nhạc nghệ thuật của Venezuela". Blog. Ngày 5 tháng 10 năm 2012. . Truy cập ngày 10 tháng 1 năm 2017.
- "Sylvia Constantinidis". Tạp chí Điểm. Đại học Miami. Coral Gables, Hoa Kỳ. Tháng 5 năm 2012.  Lưu trữ ngày 25 tháng 12 năm 2015 tại Wayback Machine.
- "Đáng chú ý". Tạp chí ký hiệu. Trung tâm âm nhạc Canada. Mùa xuân 2013, Tập. 20, không. 1: Trang.   8. Toronto, ON, Canada. Tháng 5 năm 2013. [liên kết hỏng] Truy cập ngày 1 tháng 2 năm 2017.
- Pfitzinger, Scott. (2017). "Một bản tóm tắt của các nhà soạn nhạc, giáo viên và học sinh của họ." Rowman & Littlefield. Ngày 1 tháng 3 năm 2017. Pp: 17, 52, 61, 107, 209, 299, 502. (ISBN 1442272252, xà42272255)